# Jabato
Team Jabato ist ein spanisches Unternehmen.

## Unternehmensgeschichte
Das Unternehmen aus Dúrcal wurde am 30. März 2001 gegründet. Es ist im Bereich von Sportveranstaltungen und als Hersteller von Automobilen tätig.

## Fahrzeuge
Das Unternehmen stellt Geländewagen her. Das Ziel bei der Entwicklung war, dass die Fahrzeuge einfach konstruiert und leicht zu warten sind. Die Fahrzeuge werden sowohl im harten Arbeitseinsatz als auch bei Wettbewerben eingesetzt. Einige Teile stammen von Land Rover und UMM.